# Peribaea clara
Peribaea clara là một loài ruồi trong họ Tachinidae.